# Семукачский сельсовет (Могилёвский район)
Семука́чский сельсовет (бел. Семука́цкі сельсавет) — административно-территориальная единица Могилёвского района Могилёвской области Белоруссии. Административный центр — агрогородок Семукачи.

## Состав
Включает 28 населённых пунктов:
- Александров — деревня
- Александров — посёлок
- Большие Белевичи — деревня
- Большое Запоточье — деревня
- Возрождение — деревня
- Городище — деревня
- Катвино — деревня
- Коркать — деревня
- Майщина — деревня
- Малое Запоточье — деревня
- Малые Белевичи — деревня
- Михайловск — деревня
- Николаевка — деревня
- Новая Нива — деревня
- Новобелица — деревня
- Олень — деревня
- Ольховка — деревня
- Орлянка — деревня
- Островщина — деревня
- Павловск — деревня
- Поддубье — деревня
- Пуща — деревня
- Рог — деревня
- Семукачи — агрогородок
- Синюга — деревня
- Смолярня — деревня
- Химница — деревня
- Ямище — деревня

Упразднённые населённые пункты:
- Борок — деревня[1]
- Рубеж — деревня
- Укружье — деревня[2].
- Перемога — деревня[3]